# Valpurga (nome)
Valpurga  è un nome proprio di persona italiano femminile.

## Varianti
- Femminili: Valburga[1][2], Walburga[2][4], Walpurga[2][4]
- Maschili: Valpurgo[1], Valburgo[1], Walpurgo[4], Walburgo[4]

### Varianti in altre lingue
- Finlandese: Valpuri[5]
  - Ipocoristici: Vappu[5]
- Germanico: Waldburga[6], Waldeburg[5][6], Waltpurgis[6], Walpurg[6]
- Latino: Walburga[3]
- Svedese: Valborg
- Tedesco: Walburga[5]

## Origine e diffusione

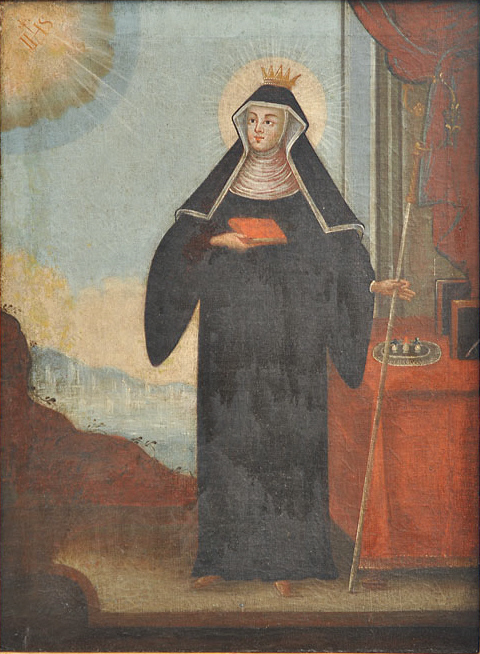
Santa Valpurga

Si tratta di un nome di origine germanica, la cui esatta etimologia è dibattuta. Secondo alcune fonti, il primo elemento sarebbe wald ("dominio", "governo", "potere"), mentre altre lo ricollegano a wala ("campo di battaglia") o ancora wal ("scegliere"); il secondo è invece burg ("fortezza", "difesa") oppure berg ("proteggere").
Il nome è noto per essere stato portato da santa Valpurga, una religiosa inglese che fu missionaria in Germania; ella è molto venerata nei paesi germanofoni e nordici ed era tradizionalmente invocata contro le streghe e i malefici; a lei è dedicato l'asteroide 256 Walpurga.
In Italia è poco usato, diffuso principalmente nel Nord, in particolare in provincia di Trieste per le forme in V- e in Alto Adige per quelle in W-.

## Onomastico
L'onomastico si festeggia il 25 febbraio (o il 1º maggio) in ricordo di santa Valpurga di Heidenheim, religiosa e missionaria in Germania..

## Persone
- Valpurga di Heidenheim, religiosa e missionaria britannica

### Variante Walburga
- Walburga d'Asburgo-Lorena, nobile tedesca
- Maria Teresa Walburga Amalia Cristina d'Asburgo, nome completo di Maria Teresa d'Austria, imperatrice del Sacro Romano Impero
- Maria Anna Walburga Ignatia Mozart, pianista austriaca

## Il nome nelle arti
- Walburga Black è un personaggio della serie Harry Potter, creata da J. K. Rowling.